# Jeremy Linn
Jeremy Linn (Harrisburg, 6 gennaio 1976) è un ex nuotatore statunitense.
Specializzato nella rana ha vinto la medaglia d'oro nella staffetta 4x100 m misti e la medaglia d'argento nei 100 m rana alle Olimpiadi di Atlanta 1996.

## Palmarès
- Olimpiadi

Atlanta 1996: oro nella 4x100m misti e argento nei 100m rana.

## Riconoscimenti
- American Swimmer of the Year: 1996